# Campionato italiano di hockey su ghiaccio 1960-1961
Il campionato italiano di hockey su ghiaccio 1960-61 fu organizzato dalla FISG.

## Serie A

### Formazioni
Dopo due stagioni l'Ortisei torna a giocare in Serie A; rinuncia l'Auronzo che sospende l'attività per la realizzazione della nuova pista artificiale.

Sono ancora quindi 4 le formazioni iscritte: Diavoli Milano, Bolzano, Ortisei e Cortina.

### Formula
Il campionato è giocato con la formula di andata e ritorno, inoltre tutte le squadre possono schierare solo uno straniero od oriundo: la scelta dei Campioni d'Italia dei Diavoli Milano cade su Bryan Whittal, mentre Alfredo Coletti si accasa a Bolzano, Carmine Tucci a Cortina e Bernardo Tomei veste la maglia dell'Ortisei.

### Campionato
La lotta per la conquista dello scudetto è affare tra Cortina e Diavoli Milano; il Bolzano perde tutti gli scontri diretti e le uniche vittorie ottenute sono quelle contro l'Ortisei, squadra cenerentola del torneo. Alla vigilia dell'ultima gara di Campionato, in programma a Milano il 14 febbraio 1961, la classifica vede in testa il Cortina a 10 punti, seguito dai Diavoli Milano a 8; se agli ampezzani, per vincere il torneo basta non perdere, i milanesi sono obbligati a vincere per poter raggiungere lo spareggio. L'obbiettivo per i meneghini è centrato dopo una dura battaglia che li vede vincitori per 6-3, ma con Bryan Whital e Igino Larese Fece che terminano la gara malconci.

#### Spareggio scudetto
Dopo alcuni rinvii, la finale viene disputata il 18 marzo 1961 a Bolzano; direttori di gara sono gli svizzeri Breitenstein e Olivieri. Gli ampezzani passano subito in vantaggio all'1'58 con Ivo Ghezze; al 3'45 Alberto Da Rin raddoppia a conclusione di una un'azione imbastita da Carmine Tucci; dopo che il secondo periodo si è chiuso a reti inviolate, nell'ultima frazione di gioco è ancora il Cortina ad imporsi all'8'45 con Ivo Ghezze che in contropiede insacca alle spalle di Vittorio Bolla; il goal del definitivo 4-0 è merito di Giulio Oberhammer che, assistito da Alberto Da Rin, si sbarazza di un avversario e da distanza ravvicinata mette il disco nella gabbia. Il Cortina è Campione d'Italia per la quarta volta.
Gara unica - 18 marzo 1961 a Bolzano
- Cortina - Diavoli Milano 4-0

 La Sportivi Ghiaccio Cortina vince il suo quarto titolo italiano.

Formazione Campione d'Italia: Enrico Benedetti - Alberto Da Rin - Gianfranco Da Rin - Renzo De Gasperi - Paolo De Zanna - Bruno Frison - Paolo Gaspari - Ivo Ghezze - Giuseppe Lorenzi - Francesco Macchietto - Giulio Oberhammer - Carmine Tucci - Giulio Veroncai - Giuseppe Zandegiacomo.

### Classifica marcatori
Ivo Ghezze (Cortina) e Giampiero Branduardi (Diavoli Milano) con 7 reti si aggiudicano a pari merito la classifica dei marcatori, seguiti da Giorgio Zerbetto (Bolzano, 6 reti), Giancarlo Agazzi e Giovanni Ceserani (Diavoli Milano, 5 reti).